# 떠지
떠지(암하라어: ጠጅ) 또는 메스(티그리냐어: ሜስ)는 에티오피아와 에리트레아에서 담그는 꿀술이다. 발효할 때 게쇼갈매나무의 가지 우린 물과 잎 가루를 넣어 맛을 낸다.

## 같이 보기
- 에리트레아 요리
- 떨라